# 마법의 세계 녹터나
《마법의 세계 녹터나》(스페인어: Nocturna)는 2007년 개봉된 스페인의 애니메이션 영화이다.

## 줄거리
소심하고 얌전한 성격 탓에 고아원에서 외톨이 신세를 면치 못하는 소년 팀. 밤을 무서워하는 팀은 종종 다른 고아원 아이들에게 놀림감이 되기 일쑤다. 하지만 팀에게는 고독한 고아원 생활과 아이들의 따돌림을 견딜 수 있는 유일한 위안거리가 있었으니, 바로 밤에만 볼 수 있는 별 애드하라. 그러던 어느 날 유일한 위안거리였던 애드하라가 갑작스럽게 사라지고, 낙심한 소년 팀은 애드하라를 찾아 자신이 그토록 두려워하던 밤의 세계로 뛰어든다. 그 곳에서 팀은 상상조차 하지 못했던 신비롭고 환상적인 마법의 세계를 경험하게 된다.

## 한국판 성우진
- 박지빈 - 팀 역
- 임채헌 - 모카대장 역
- 엄상현 - 야옹치기 역
- 홍진욱 - 전등꾼 머레이 역